# Harlan Lane
Harlan Lane   (Brooklyn, 19 d'agost de 1936 - Ròcafòrt lei Pins, 13 de juliol de 2019) va ser un psicòleg i historiador americà, especialitzat en la comunitat sorda.
Va ser professor en diverses universitats americanes, també a la Universitat de Gallaudet, l'única al món per a persones sordes, regentada per persones sordes. Va estudiar la llengua i la cultura dels sords al llarg de més de 40 anys. El 2011 va publicar el seu darrer llibre, The People of the Eye: Deaf Ethnicity and Ancestry.
Al costat de personalitats com William C. Stokoe i Oliver Sacks, amb la seva obra va contribuir al renaixement i prestigi de les llengües de signes arreu del món, a més de l'americana (ASL),que va ajudar a establir junt amb professors signants nadius. L'ASL és actualment la llengua de signes de més difusió al món.
Entre les seves obres destaquen The Wild Boy of Aveyron (1976), The Deaf Experience: Classics in Language and Education (1984), o la seva famosa història de les persones sordes When the Mind Hears (1984). Cap dels seus llibres encara no s'ha publicat en català.
Lane considerava les persones signants com una comunitat cultural més i no com una discapacitat.